# ロンドン・シンフォニエッタ
ロンドン・シンフォニエッタ（London Sinfonietta）は、イギリス・ロンドンに本拠を置く室内オーケストラである。

## 概要
1968年にデイヴィッド・アサートンにより設立された。当初より現代音楽を主として演奏することを目的としている。初代音楽監督は創設者のアサートンが務め、以降エルガー・ハワース、ポール・クロスリーやマルク・シュテンツ、オリヴァー・ナッセン（現桂冠指揮者）らが音楽監督を務めた。現在音楽監督などは置かれていない模様である。
レコーディングは20世紀・現代音楽がほとんどであり、アサートン指揮でシェーンベルクの室内合奏曲・管弦楽付声楽作品全集、エサ＝ペッカ・サロネン指揮でストラヴィンスキー作品集、ナッセン指揮で武満徹作品集、デイヴィッド・ジンマン指揮でグレツキの交響曲第3番「悲歌のシンフォニー」などがある。